# Districtul Tunduru
Districtul Tunduru este una dintre cele 5 subdiviziuni ale regiunii Ruvuma din Tanzania.